# Entelopes fuscotarsalis
Entelopes fuscotarsalis är en skalbaggsart som beskrevs av Stefan von Breuning 1954. Entelopes fuscotarsalis ingår i släktet Entelopes och familjen långhorningar. Inga underarter finns listade i Catalogue of Life.